# Diplosynapsis
Diplosynapsis is een vliegengeslacht uit de familie van de roofvliegen (Asilidae).

## Soorten
- D. argentifascia Enderlein, 1914
- D. cellatus (Schiner, 1868)
- D. halterata Enderlein, 1914
- D. remus Tomasovic, 2002